# Spielzeit (Theater)
Die Spielzeit oder Theatersaison eines Theaters, Konzerthauses oder anderen Kulturbetriebes beginnt mit der ersten Premiere bzw. Aufführung einer Saison und endet mit dem letzten Spieltag der Saison. In der Regel dauert in Deutschland eine Spielzeit von Anfang September/Oktober bis Ende Juni/Anfang Juli; sie ist also gegenüber dem Kalenderjahr verschoben und kürzer.
Welche Werke in einer Spielzeit in jeweils wievielen Aufführungen dargeboten werden sollen (aus dem Repertoire oder in Neuinszenierungen), entwirft der Spielplan. Meist sind die Spielpläne auf eine gesamte Spielzeit bezogen, aber es gibt auch kürzere Planungszeiträume.
An Theatern in öffentlicher Hand werden die Verträge zumeist für eine (oder mehrere) Spielzeit(en) abgeschlossen.
Intendanten-Verträge werden auch überwiegend nach Spielzeiten vergeben.
Der „normale“ Stadttheater-Intendant wird zunächst auf drei Spielzeiten verpflichtet. Meist wird dann um weitere drei Spielzeiten verlängert. Dann läuft der Vertrag aus.
Die Statistiken des Deutschen Bühnenvereins, also Besucherzahlen, Zahl der Inszenierungen, Uraufführungen, meistgespielte Stücke, meist inszenierte Stücke etc., werden auch auf eine Spielzeit bezogen erstellt.
Abweichend davon sind die Haushalte der Theater immer auf das Kalenderjahr bezogen.